# 433 a.C.

## Eventos
- Marco Fábio Vibulano, Lúcio Sérgio Fidenato e Marco Fólio Flacinador, tribunos consulares em Roma.
- Revolta de Potideia.
- Criação do Templo de Apolo Sosiano.